# Бјукенан (Мичиген)
Бјукенан (енгл. Buchanan) град је у америчкој савезној држави Мичиген. По попису становништва из 2010. у њему је живело 4.456 становника.

## Демографија
Према попису становништва из 2010. у граду је живело 4.456 становника, што је -225 (-4.8%) становника више него 2000. године.
| Група             | 2000.         | 2010.         |
| Белци             | 3.998 (85,4%) | 3.787 (85,0%) |
| Афроамериканци    | 479 (10,2%)   | 332 (7,5%)    |
| Азијати           | 24 (0,5%)     | 13 (0,3%)     |
| Хиспаноамериканци | 86 (1,8%)     | 147 (3,3%)    |
| Укупно            | 4.681         | 4.456         |